# 독도의용수비대기념사업회
독도의용수비대기념사업회(獨島義勇守備隊記念事業會, Dokdo Volunteer Forces)는 독도의용수비대원과 유가족에게 예우 및 지원을 하고 독도의용수비대의 공로와 애국정신을 널리 알리기 위해 설립된 대한민국 국가보훈부 소관 재단법인에 준하는 특수법인이다.

## 설립 근거
- 독도의용수비대 지원법 제4조[1]

## 연혁
- 2008년 12월 31일: 법인설립 등기

## 조직

### 독도의용수비대기념사업회장

#### 이사회
- 이사회
- 감사
- 독도의용수비대기념관장
  - 운영위원회
  - 사무국
    - 기획운영부
    - 학예연구부

##### 사무처
- 기획부
- 사업부
- 대외협력부